# 온타리오 레인 (ECHL)
| 온타리오 레인 | |
| 콘퍼런스      | 내셔널 콘퍼런스 (2008년~2010년) 서부 콘퍼런스 (2010년~2015년)                                                                     |
| 디비전        | 퍼시픽 디비전 (2008년~2015년) |
| 설립연도      | 2008년 |
| 해체연도      | 2015년 |
| 역사          | 헌팅턴 블리자드 (1993년~2000년) 텍사스 와일드캐터스 (2003년~2008년) 온타리오 레인 (2008년~2015년) 맨체스터 모나크스 (2015년~현재) |
| 경기장        | 시티즌스 비즈니스 뱅크 아레나 |
| 연고지        | 캘리포니아주 온타리오 |
| 상징색        | 감색, 오렌지, 은, 하양 |
| 구단주        | |
| 단장          | |
| 감독          | |
| NHL 제휴      | |
| AHL 제휴      | |
| 정규시즌 우승 | |
| 콘퍼런스 우승 | |
| 디비전 우승   | 4 (2009, 2012, 2013, 2015) |
| 켈리 컵       | |
| 영구 결번     | |

온타리오 레인(Ontario Reign)는 미국 캘리포니아주 온타리오을 연고지로 하는 2008년부터 2015년까지 ECHL 소속되었던 아이스 하키팀이다.
2015년 연고지를 뉴햄프셔주 맨체스터 (맨체스터 모나크스)로 이전했다.

## 역대 홈경기장
| 경기장                        | 사용기간      | 수용인원 | 장소                  | 비고 |
| ----------------------------- | ------------- | -------- | --------------------- | ---- |
| 온타리오 레인                 |               |          |                       |      |
| 시티즌스 비즈니스 뱅크 아레나 | 2008년~2015년 | 9,736명  | 캘리포니아주 온타리오 | 빈칸 |